# Maisons-Laffitte
Maisons-Laffitte ist eine französische Stadt mit 22.855 Einwohnern (Stand 1. Januar 2022) im Département Yvelines in der Region Île-de-France.

## Lage
Die Stadt liegt etwa 18 Kilometer nordwestlich von Paris und zehn Kilometer nordöstlich von Saint-Germain-en-Laye am linken Ufer der Seine gegenüber der Stadt Sartrouville, mit der sie durch eine Straßen- und eine Eisenbahnbrücke verbunden ist. Westlich der Stadt erstreckt sich ein größeres Waldgebiet, der Forêt Domaniale de Saint-Germain-en-Laye.

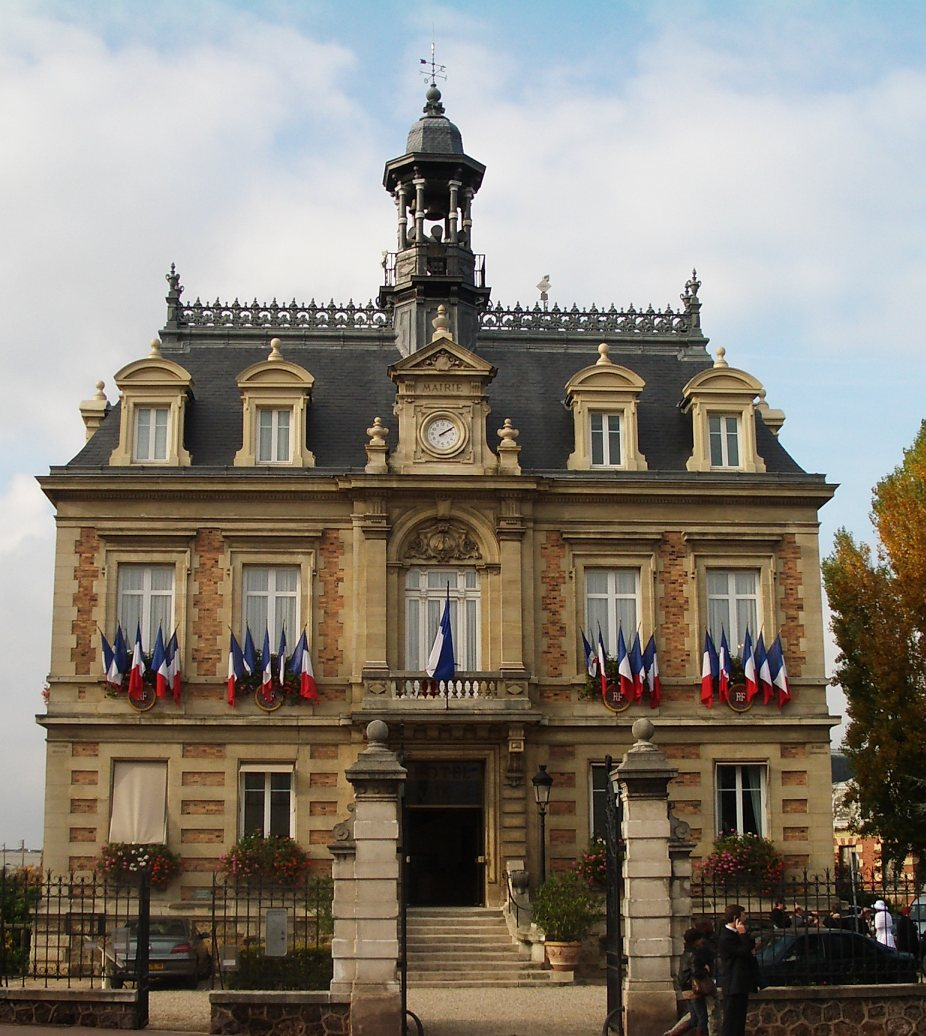
Hôtel de Ville (Rathaus)

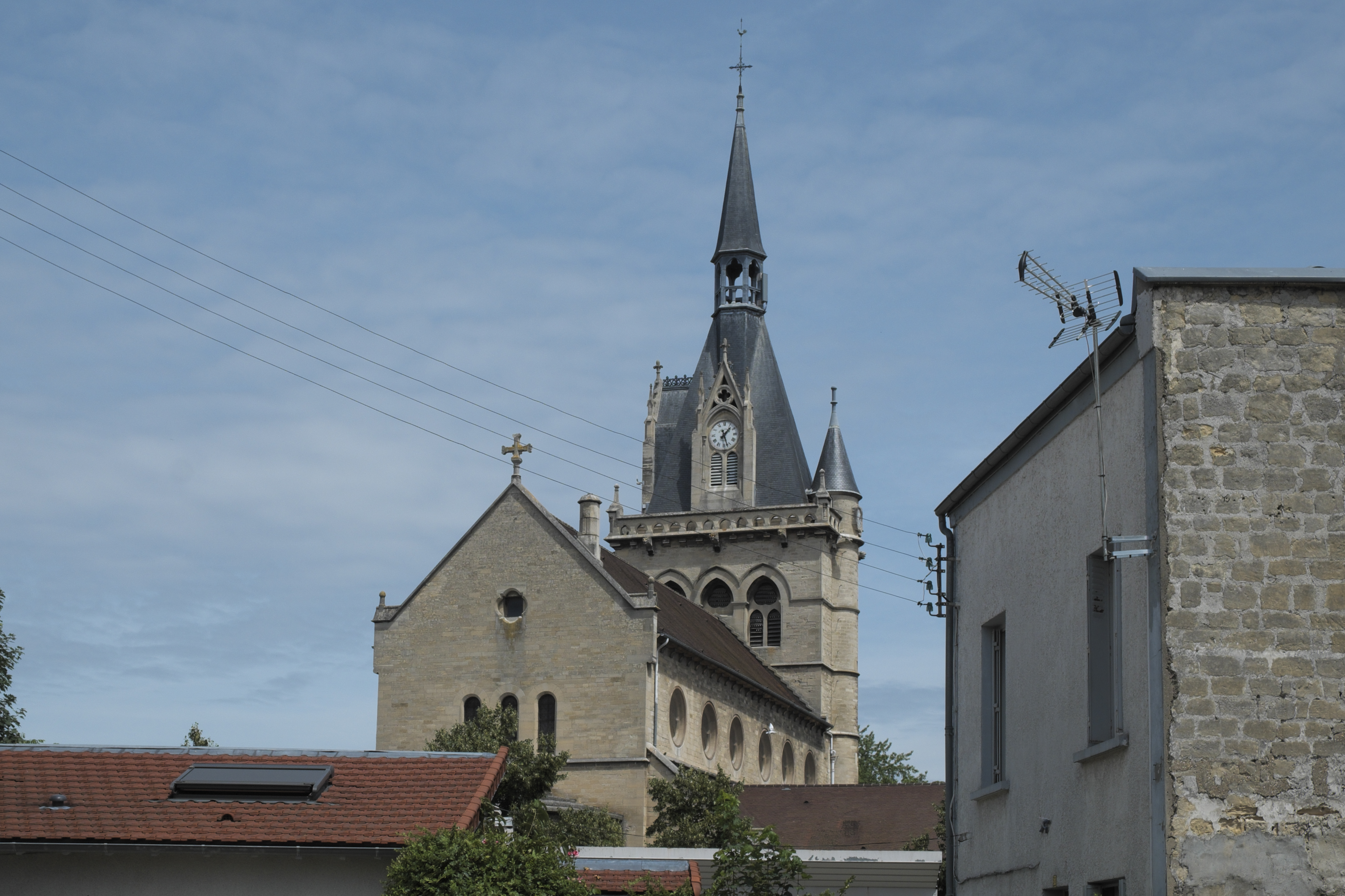
Kirche Saint-Nicolas

## Geschichte
Die erste Erwähnung des Ortes stammt aus dem Jahr 820. Allerdings ist es unsicher, ob die in der damaligen Urkunde erwähnte Mansionis Villa wirklich den heutigen Ort meint. 

### Name
Der Name „Maisons“ stammt von dem lateinischen mansio ab, was so viel wie Aufenthaltsort bedeutet (heute wird das französische Wort „Maison“ mit „Haus“ übersetzt). Bis 1882 hieß der Ort  Maisons-sur-Seine, eine Bezeichnung, die seine Lage an der Seine angibt. Der Namensteil „Laffitte“ geht auf den Bankier Jacques Laffitte zurück, der den zum Schloss gehörenden Park in kleinere Grundstücke aufteilte und den neuen Bauherren das Baumaterial durch den Abriss der Nebengebäude des bestehenden Schlosses von François Mansart zur Verfügung stellte.

### Gegenwart
Maisons-Laffitte gehört mit seiner Pferderennbahn und seinem Park zu einem der beliebtesten und teuersten Vororte von Paris. Allerdings darf man sich unter Park keinen botanisch angelegten Garten vorstellen. Vielmehr ist der Park eine Gesamtheit von großläufig angelegten, villenartigen Grundstücken, die aber doch eine willkommene Abwechslung zum großstädtischen Leben darstellen – dies umso mehr, als die weiträumigen geometrisch angelegten Alleen nach wie vor unter den Auflagen Laffittes stehen und in ihrer gepflegten Frische zum Spazieren, Joggen oder aber auch zum sommerlichen Picknick einladen.

## Bevölkerungsentwicklung
| Jahr                       | 1962 | 1968   | 1975   | 1982   | 1990   | 1999   | 2011   | 2020   |
| Einwohner                  |      | 19.132 | 24.223 | 23.504 | 22.595 | 22.173 | 23.125 | 23.204 |
| Quellen: Cassini und INSEE |      |        |        |        |        |        |        |        |

## Politik
Seit 2017 ist Yaël Braun-Pivet von La République en Marche Abgeordnete in Maisons-Laffitte.

## Sehenswürdigkeiten
- Schloss Maisons-Laffitte (1643)
- Kirche Saint-Nicolas
- Bemerkenswerte Villen
- Pferderennbahn

## Verkehr
Der Bahnhof der Stadt befindet sich an den Bahnstrecken Paris–Le Havre und Ligne de la grande ceinture de Paris (Äußere Pariser Ringbahn) und wird durch die Linie RER A (A3/A5) des Pariser Schnellbahnsystems RER sowie die Linie L des Transilien bedient.

## Partnerstädte
Seit 1954 besteht eine Städtepartnerschaft mit Newmarket in der englischen Grafschaft Suffolk und seit Dezember 1980  mit Remagen in Rheinland-Pfalz.

## Persönlichkeiten
- Jean Cocteau (1889–1963), Schriftsteller, Regisseur und Maler
- Yvonne Rokseth (1890–1948), Musikwissenschaftlerin, Hochschullehrerin und Bibliothekarin, Organistin und Komponistin
- Pierre Boyer de Latour du Moulin (1896–1976), General der Kolonialtruppe
- Yvonne Rudellat (1897–1945), Agentin, NS-Opfer
- René Leroy (1898–1985), Flötist und Musikpädagoge
- Jacques Fath (1912–1954), Modeschöpfer
- Jacques Bertin (1918–2010), Kartograph
- Andrée Debar (1920–1999), französisch-luxemburgische Schauspielerin und Filmproduzentin
- Ghislaine Maxwell (* 1961), Unternehmerin und Sexualstraftäterin
- Sylvain Chomet (* 1963), Regisseur und Drehbuchautor
- Laurent Vernerey (* 1965), Jazz- und Fusionmusiker
- Philippe Jaroussky (* 1978), Countertenor
- Randy De Puniet (* 1981), Motorradrennfahrer
- Grégory Baugé (* 1985), Radrennfahrer
- Justine Joly (* 1988), Handballspielerin
- Coralie Lassource (* 1992), Handballspielerin
- Medhi Amar Rouana (* 1994), algerisch-französischer Stabhochspringer
- Déborah Lassource (* 1999), Handballspielerin